# Copiapoa solaris
Copiapoa solaris är en art inom randkaktussläktet och familjen kaktusväxter, som har sin naturliga utbredning i Chile.

## Beskrivning
Copiapoa solaris är en cylindrisk grågrön kaktus som blir 8 till 12 centimeter i diameter. Den är uppdelad i 8 till 12 åsar som blir upp till 3,5 centimeter höga. Blommorna blir 2,5 till 3 centimeter i diameter.

## Synonymer
Pilocopiapoa solaris F.Ritter 1961
Copiapoa ferox Lembcke & Backeb. ex Backeb. 1959, nom. inval.